# Živko Gospodinov
Živko Gospodinov (bulharskou cyrilicí Живко Господинов; 6. září 1957 Vladimirovo – 4. května 2015 Varna) byl bulharský fotbalista, záložník.

## Fotbalová kariéra
Na Mistrovství světa ve fotbale 1986 byl členem bulharské reprezentace, nastoupil ve 3 utkáních. Celkem za bulharskou reprezentaci nastoupil v letech 1983–1987 ve 39 utkáních a dal 6 gólů. V bulharské lize hrál za PFK Spartak Varna, PFK Spartak Pleven a PFK Beroe Stara Zagora, nastoupil ve 155 ligových utkáních a dal 41 gólů. Ve 2. bulharské lize hrál i za Vatev Beloslav a PFK Černo More Varna, nastoupil ve 151 utkáních a dal 60 gólů. V portugalské lize hrál za AD Fafe, nastoupil v 18 utkáních a dal 1 gól. V Poháru vítězů pohárů nastoupil ve 4 utkáních.

## Ligová bilance
| Ročník                              | Zápasy | Góly | Klub                   |
| ----------------------------------- | ------ | ---- | ---------------------- |
| 2. bulharská fotbalová liga 1974/75 | 2      | 1    | PFK Spartak Varna      |
| 1. bulharská fotbalová liga 1975/76 | 2      | 0    | PFK Spartak Varna      |
| 1. bulharská fotbalová liga 1976/77 | 6      | 0    | PFK Spartak Varna      |
| 2. bulharská fotbalová liga 1977/78 | 30     | 7    | Vatev Beloslav         |
| 2. bulharská fotbalová liga 1978/79 | 32     | 12   | PFK Spartak Varna      |
| 2. bulharská fotbalová liga 1979/80 | 40     | 23   | PFK Spartak Varna      |
| 2. bulharská fotbalová liga 1980/81 | 32     | 12   | PFK Spartak Varna      |
| 2. bulharská fotbalová liga 1981/82 | 38     | 10   | PFK Spartak Varna      |
| 1. bulharská fotbalová liga 1982/83 | 28     | 4    | PFK Spartak Varna      |
| 1. bulharská fotbalová liga 1983/84 | 23     | 8    | PFK Spartak Varna      |
| 1. bulharská fotbalová liga 1984/85 | 26     | 13   | PFK Spartak Varna      |
| 1. bulharská fotbalová liga 1985/86 | 25     | 3    | PFK Spartak Varna      |
| 1. bulharská fotbalová liga 1986/87 | 25     | 5    | PFK Spartak Varna      |
| 1. bulharská fotbalová liga 1987/88 | 13     | 5    | PFK Spartak Pleven     |
| 1. bulharská fotbalová liga 1987/88 | 13     | 4    | PFK Spartak Varna      |
| 1. bulharská fotbalová liga 1988/89 | 7      | 1    | PFK Spartak Varna      |
| 1. portugalská liga 1988/89         | 18     | 1    | AD Fafe                |
| 2. portugalská liga 1989/90         | -      | -    | AD Fafe                |
| 2. bulharská fotbalová liga 1990/91 | 7      | 2    | PFK Spartak Varna      |
| 2. bulharská fotbalová liga 1991/92 | 10     | 1    | PFK Černo More Varna   |
| 1. bulharská fotbalová liga 1991/92 | 3      | 0    | PFK Beroe Stara Zagora |
| CELKEM 1. bulharská liga            | 155    | 41   |                        |
| CELKEM 2. bulharská liga            | 151    | 60   |                        |
| CELKEM 1. portugalská liga          | 18     | 1    |                        |